# Гельмут Брюніг
Ге́льмут Брю́ніг (нім. Helmut Brünig) — німецький льотчик-ас, лейтенант Імперської армії.

## Біографія
Учасник Першої світової війни. У січні 1918 року вступив у 32-гу винищувальну ескадрилью, але вже 10 січня перведений у 50-ту винищувальну ескадрилью, у складі якої здобув сім перемог. 6 жовтня 1918 року прийняв командування над 41-ю винищувальною ескадрильєю і командував нею до кінця бойових дій.